# Павликянски говор
Терминът павликянски говор описва български диалект от групата на родопските рупски говори.
Павликянски говорят приблизително 40 000 души, предимно от района на Раковски (Пловдивско) и Свищов. Езикът на банатските българи има редица общи черти с павликянския говор. Предполага се, че компактна маса павликяни (последователи на специфично християнско течение, част от които приемат впоследствие католицизма) е живяла в Родопите, след което се е разселила в Южна България, Северна България и е стигнала до Банат. Сравнително затвореният начин на живот на павликяните е способствало за запазването на някои архаични черти в техния говор.

## Характеристики
- Преход х⇒в, когато х е в началото на думата пред гласна: вѝтро (хитро).
- Преход х⇒й, когато х е пред съгласна или в края на думата: тèйно, стрàй (страх), умѝрай (умирах)
- Като застъпник на стб. ѫ, ъ, ѧ, ь под ударение се изговаря ъ, a без ударение – ạ: ръ̀ка—рạчѝца, дъш—дạждъ̀т.
- Застъпник на ѣ е е (изговаряно с почти същата широчина като обикновено е): бèл, бèх, врèме.
- Когато са ударени е преминава в и, а o⇒у: тѝбе (тебе), нѝго, нѝма (няма); гул (гол), муй (мой).
- Наличие на преходи и⇒ы и и⇒ъ, когато и е ударено: вы̀но, еды̀н, ры̀за; ọбъ̀чай, гọдъ̀на, жъ̀тọ.
- Редукция на неударено и⇒ъ: шърòкọ, бọгàтъ (богати).
- По-твърди съгласни, в сравнение с останалите родопски говори. В това число -я/-ятокончанията за 1л.ед.ч. и 3л.мн.ч. се втвърдяват и придобиват вида: кòсъ (кося), вървъ̀ (вървя), мòлът (молят), платъ̀т (платят).
- Форма за лично местоимение 3 л. ср. род и вместо го: йà унỳạ мòмчê – дуведы̀ и тỳк.
- Една членна форма (-ът, -та, -то, -те): мòмъкът, момàта, мòмчето, момцѝте.